# Supienie
Supienie (Litouws: Supieniai) is een dorp in de poolse Woiwodschap Podlachië, in het district powiat Suwalski. De plaats maakt deel uit van de landgemeente Filipów. Supienie ligt 6 kilometer ten noordwesten van Filipów, 29 kilometer ten noordwesten van Suwałki en 129 kilometer ten noorden van Bialystok. Ten noordwesten van Supienie ligt het meer Rospuda. Supienie heeft 100 inwoners.